# Krystian Wilczek
Krystian Wilczek, ps. Willi – polski basista, gitarzysta, kompozytor, wokalista.

Jego styl gry na basie opiera się na: bluesie, rocku, r&b i soulu.

## Kariera muzyczna
Wywodzi się z katowickiego środowiska muzycznego.  
Był basistą śląskiego zespołu Twarze Dzielnicy Południowej (1968–1972; 1973), który był jedną z pierwszych formacji grających muzykę z pogranicza bluesa i rocka na Górnym Śląsku, jak i w innych regionach Polski. W późniejszych latach muzyk współpracował z grupami: Wiślanie 69 (1972–1973), Jerzy Grunwald & En Face (1973–1975), Apokalipsa (1973-1977), Bractwo (1978) i Breakout (1978–1979).

Krystian Wilczek to, uważam, jeden z lepszych basistów na świecie. Gra przepięknie artykulacyjnie, układa piękne melodie basowe.

Po zakończeniu współpracy z zespołem Tadeusza Nalepy wyemigrował do Niemiec.

## Dyskografia

### Albumy, single, EP-ki, nagrania radiowe
Z zespołem Jerzy Grunwald & En Face:
- Jerzy Grunwald. Polsza (EP Melodia, 1973)
- Sennym Świtem (LP Pronit, 1975)
- Gałąź wiśni / Sto imion masz (SP Polskie Nagrania „Muza”, 1975)
- Sennym Świtem (EP Pronit, 1975)
- Na tych samych ulicach – Niepublikowane nagrania z lat 1971-1975 (CD Kameleon Records, 2016)

Z zespołem Apokalipsa:
- Ireneusz Dudek – Anthology 1976-2006 (11xCD Metal Mind Productions, 2006) (CD 11: Apokalipsa, Shakin' Dudi, Irek Dudek – Niepublikowane, Radio Poznań (06.1976) – nagrania radiowe: Ta Duda, Daj mi znać, Hej, ucieka czas, Bieg ku promieniom słońca)[1]

Z zespołem Bractwo:
- Polskie Radio Katowice (1978) – nagrania radiowe: Parowa maszyna, W moim świecie zawsze bądź, Mundial ’78 (instr.)[7]

Z zespołem Breakout:
- ZOL (LP Polskie Nagrania „Muza”, 1979)
- Żagiel Ziemi (LP Pronit, 1979)
- Śmierć dziecioroba / Justyna (CD Gad Records, 2018) (muzyka do filmu Justyna)

### Inne nagrania
- Muzyka do etiudy fabularnej w reż. Lecha Majewskiego pt. Bisowanie (1975)[10].